# البقعة السوداء (مسلسل)
البقعة السوداء هو مسلسل سوري درامي مدة الحلقة ٤٨ دقيقة وهو تأليف: خلدون قتلان، إخراج: رضوان المحاميد، إنتاج مديرية الإنتاج التلفزيوني والإذاعي- التلفزيون السوري بدا العرض في 10 اعسطس 2010

## قصة المسلسل
مسلسل اجتماعي يروي تفاصيل حياة اجتماعية كاملة في دمشق بالتوازي مع أحداث حرب عام 1982 في لبنان التي شارك فيها الجيش العربي السوري، وانعاكسات هذه الحرب على مجتمعنا في تلك المرحلة.

## الممثلين
- قاسم ملحو
- أحمد الأحمد
- عمر حجو
- رضوان عقيلي
- لينا حوارنة
- ميلاد يوسف
- لينا كرم
- هبة نور
- نجاح حفيظ
- جيهان عبد العظيم
- هدى شعراوي
- جمال العلي
- عبد الحكيم قطيفان
- تولاي هارون
- أسامة حلال
- ليث المفتي
- ضحى الدبس
- عاصم حواط
- كندة علوش
- ميريانا معلولي
- نور ديوانة
- جابر جوخدار
- تولين البكري
- أحمد منصور
- فيلدا سمور
- طارق مرعشلي
- وائل وهبة
- عبدالرحمن أبو القاسم
- ميلاد يوسف
- عصام عبه جي
- تولاي هارون
- نزار أبو حجر
- فوزي بشارة
- أنطوانيت نجيب
- عادل شكري
- فاروق الجمعات
- عدنان أبو الشامات
- نوار بلبل
- فدوى محسن
- فارس الرفاعي
- نضير لكود
- شيندا خليل
- علي سكر
- صبحي الرفاعي
- إسماعيل مداح
- فراس الفقير
- نبيل حلواني
- مالك محمد
- درغام مرقبي
- رغداء هاشم
- كاترين عوض
- أحمد الكردي
- مصطفى الكردي
- محمود عبدالعال
- كنان إسرب
- عبدالحميد الفراس

## بقية طاقم العمل
- رضوان محاميد. (مخرج)
- ياسر خضرة. (مخرج منفذ)
- مروان الهرش. (مخرج مساعد)
- خلدون قتلان.   (قصة وسيناريو وحوار)
- عبد الحليم حمادة. (مصور فوتوغرافي)
- الهيئة العامة للإذاعة والتلفزيون السورية (التلفزيون السوري). إنتاج
- يحيى حوشان.   (مشرف الصوت)
- بشار عبد الحكيم.   (مدير التصوير)
- نافذ خطاب.   (مهندس الديكور)
- جورجيت فرج. (مصممة ملابس)
- عبد الكريم سعيد (مدير الإضاءة)
- سامر حيدر. (مكياج)
- وائل عبد الحكيم. (كوافير)
- ناورز محمد. (غرافيك)
- مازن الايوبي (تأليف الموسيقى والالحان)
- هشام الحاج. (غناء الإشارة)
- مهند مشلح. (غناء الأغاني)
- نضال يوسف. (إشراف هندسي)
- عدنان الأحمد. (إشراف هندسي)
- عبد الرحمن البراقي. (منفذ إنتاج أول)
- نهلة الدروبي. (سكريبت)
- ياسر الكردي. (مونتاج ومكساج)